# 邊山大學

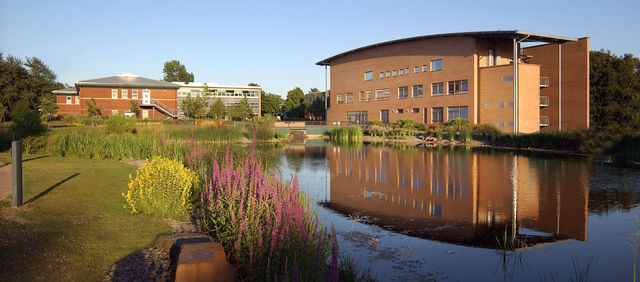
學習發展中心

知山大學（Edge Hill University）位於英國蘭開夏郡奧姆斯柯克，為英國知名的公立大學。其歷史可追溯至1885年創建於利物浦邊山德寧路（Durning Road）的知山學院（Edge Hill College），於2006年5月18日升格為研究型大學。
知山大學著重教學品質及學生體驗，獲選為 2021/22的“Modern University of the Year”，2018榮獲全英教學品質金獎（Winner of Global Teaching Excellence Spotlight Award 2018)。近年因應學生及科系需求，設備不斷提升及更新，2020獲頒英國西北區“最佳大學校園設施”（Top in the North West for Facilities (WhatUni Student Choice Awards 2020)。
校區位於英國中部，地理位置便利，火車25分鐘抵達利物浦市中心，40分鐘至曼徹斯特。

## 历史
1885年，7名利物浦商人和慈善家在利物浦大学东侧的边山街区，成立了教师训练学校。1892年，因学生人數過多，校舍不敷使用，于是学校从校董手里转入兰开夏郡教育委员会并遷至奥姆斯柯克。
奥姆斯柯克校區自1931年始建。1939年和1946年，校园被征用为军营，转移至约克郡Bingley办学。
1940年11月17日，边山Durning路原址建筑被纳粹德军空军空中闪击炸平，166人死亡。
1959年，知山学院接受女子入学。当年学生大约500人。
2006年，升格为大学。2008年开始授予研究学位。

## 排名
根據《衛報》2022年排名，該大學排在英國國內第70位，其中教育學系最為知名，2022年全英排名第17。是泰晤士高等教育評選為 2021/22的“Modern University of the Year”，2011/12、2010/11和2007/8“英國年度大學”。
根據完全大學指南，知山大學在英格蘭西北區“安全度排名”全區第五名。

## 學院科系
知山大學分為三大學系，知名科系包含
- 體育與活動學系（Sport and Physical Activity）
- 生物學（Biology）
- 知山商學院（Edge Hill Business School）
- 計算機（Computer Science）
- 英語和歷史（English and History）
- 地理（Geography）
- 法學和犯罪學（Law and Criminology）
- 媒體（Media）
- 表演藝術（Performing Arts）
- 心理學（Psychology）
- 社會科學（Social Sciences）

## 外部連結
- Official website （页面存档备份，存于）
- Official Facebook page （页面存档备份，存于）
- Official Twitter feed （页面存档备份，存于）
- SOLSTICE eLearning Centre for Excellence in Teaching and Learning （页面存档备份，存于）

53°33′36″N 2°52′24″W / 53.56000°N 2.87333°W